# Christian de Bonchamps
Pour les articles homonymes, voir Bonchamps.
Christian de Bonchamps (Le Mans, 15 juin 1860 - Paris, 9 décembre 1919) est un explorateur et administrateur colonial français qui a notamment joué un rôle important dans la colonisation du Katanga.

## Biographie
Christian de Bonchamps, né au Mans le 15 juin 1860, est le fils d'Edmond Henri de Bonchamps, officier de cavalerie en Algérie, et de Jenny de la Porte Thebaudière. Il épouse en décembre 1907 Andrée Grouillard.
Il est issu d'une famille de petite noblesse angevine,. La famille de Bonchamps, éteinte de nos jours, n'est pas à confondre avec une famille homonyme et subsistante de Normandie. 
De Bonchamps sert comme officier de cavalerie en France, fut capitaine commandant au 5e Dragons et, pendant plusieurs années, part au Canada pour chasser dans les Montagnes Rocheuses. 
Il est passionné par les grand espaces et les aventures lointaines. De 1890 à 1892, il s'engage comme commandant en second de la Mission géographique internationale du Haut Katanga sous les ordres de William Grant Stairs, aventurier canadien. Ils sont en mission pour le compte du roi Léopold II de Belgique, souverain de l'État indépendant du Congo. L'expédition part de Bagamoyo sur la côte orientale de l'Afrique et suit ensuite le lac Tanganyka. Le 14 décembre 1891, elle parvient au Katanga où elle s'empare de la capitale du sultan M'Siri. Au cours des combats, M'Siri et le capitaine Omer Bodson trouvent la mort. Faisant face à la famine, Stairs tombe malade de la malaria et Bonchamps prend la tête de l'expédition. Ils regagnent la côte est de l'Afrique par le Zambèze. Sur le vapeur descendant le bas-Zambèze, Stairs a une nouvelle attaque de malaria dont il meurt le 9 juin 1892. Il ramène de l'expédition 189 hommes en vie sur les 385 du départ mais le Katanga sera désormais acquis à l'État indépendant du Congo. Il revient de cette mission à Marseille en juillet 1892 à bord du paquebot Ava. 
En 1894, il entre dans l’administration coloniale en Côte d’Ivoire puis est envoyé en Éthiopie (1897) sur ordre d'André Lebon.
Chargé avec Bonvalot de se porter au devant de la mission Marchand, Bonvalot se désiste en mai 1897 et Bonchamps doit organiser son expédition avec le naturaliste Charles Michel-Côte, l'ingénieur des mines Léon Bartholin et le peintre Maurice Potter.
Parti de Djibouti, Bonchamps passe à Addis-Abeba et atteint Goré en juin 1897 où il rejoint l'expédition du capitaine Clochette. À la mort de ce dernier en août, les deux missions fusionnent, mais sont immobilisées plusieurs mois par les chefs éthiopiens. En novembre, les hommes se remettent en route, traversent les marais du Baro et arrivent après de très grandes difficultés au confluent Baro-Adjouba le 29 décembre 1897.
Bonchamps envoie alors Potter et Faivre en reconnaissance jusqu'au confluent Sobat-Nil qu'ils atteignent le 22 juin 1898. Les deux hommes n'y trouvent pas la mission Marchand et décident de rebrousser chemin. L’expédition est de retour à Djibouti en juillet 1898. Si elle n'apporta aucune aide à la mission Marchand, ce fut une riche mine d'informations sur l’Éthiopie occidentale et les plaines du Nil.
Christian de Bonchamps occupe par la suite des postes dans l’administration coloniale à Brazzaville, en Côte d'Ivoire et en Côte française des Somalis et termine sa carrière en 1911 en AOF.

## Travaux
- « Une mission vers le Nil Blanc », Bulletin de la Société de géographie, Paris, vol. 19,‎ 1898, p. 404-431 (lire en ligne).
- Résultats géographiques de la mission de Bonchamps, avec Charles Michel-Côte, La Géographie, II, 1900, p. 25-34
- Vers Fachoda, à la rencontre de la mission Marchand à travers l’Éthiopie, avec Charles Michel-Côte, 1900